# Gejza Kocsis
Gejza Kocsis (maďarsky Kocsis Géza, 25. listopadu 1910, Bratislava – 22. března 1958) byl fotbalista maďarské národnosti, který reprezentoval Československo i Maďarsko.

## Sportovní kariéra

### V Československu
Hrál nejprve za severočeský německý klub Teplitzer FK, posléze přestoupil do pražských Bohemians. Byl útočníkem, hrál tzv. levou spojku (útok tehdy tvořilo 5 hráčů, uprostřed centrforvard, na krajích křídla, spojky se pohybovaly mezi centrforvardem a křídlem). V roce 1933 se stal králem ligových střelců v československé lize, a to s 23 brankami.
Za československou reprezentaci sehrál jedno utkání v roce 1933 a vstřelil v něm dokonce gól Jugoslávii, přesto již nebyl znovu povolán, i kvůli svému zájmu reprezentovat spíše vlast, kam spadal národností.

### V Maďarsku
Roku 1934 odešel do Maďarska, hrál za klub Újpest FC, v němž působil do roku 1940. S Újpestí se stal dvakrát mistrem Maďarska (1935, 1939) a vybojoval s ní roku 1939 prestižní Středoevropský pohár. Dvakrát též nastoupil za maďarskou reprezentaci.